# اوریاه (آلاباما)
اوریاه (به انگلیسی: Uriah) شهرکی در شهرستان مونرو ایالت آلاباما است که مساحت آن ۴٫۱۶ کیلومترمربع است و در سرشماری سال ۲۰۱۰ میلادی، ۲۹۴ نفر جمعیت داشته و تراکم جمعیتی آن، ۷۰٫۶۷ در کیلومترمربع بوده است.